# Verbandsgemeinde Mendig
Die Verbandsgemeinde Mendig ist eine Gebietskörperschaft im Landkreis Mayen-Koblenz in Rheinland-Pfalz. Der Verbandsgemeinde gehören die Stadt Mendig und vier weitere Ortsgemeinden an, der Verwaltungssitz ist in der namensgebenden Stadt Mendig.

## Geographie
Die Verbandsgemeinde Mendig liegt am Laacher See in der Eifel und bildet zusammen mit den Verbandsgemeinden Vordereifel, Pellenz und Brohltal die Vulkanische Osteifel, eine von drei Teilregionen in die sich die Vulkaneifel gliedert.

## Verbandsangehörige Gemeinden
| Ortsgemeinde, Stadt     | Fläche (km²) | Einwohner |
| ----------------------- | ------------ | --------- |
| Bell                    | 10,26        | 1.347     |
| Mendig, Stadt           | 23,78        | 9.108     |
| Rieden                  | 9,10         | 1.164     |
| Thür                    | 8,26         | 1.538     |
| Volkesfeld              | 2,58         | 567       |
| Verbandsgemeinde Mendig | 53,98        | 13.724    |

(Einwohner am 31. Dezember 2023)

## Bevölkerungsentwicklung
Die Entwicklung der Einwohnerzahl bezogen auf das Gebiet der heutigen Verbandsgemeinde Mendig; die Werte von 1871 bis 1987 beruhen auf Volkszählungen:
| Jahr | Einwohner |
| 1815 | 3.440     |
| 1835 | 4.927     |
| 1871 | 6.291     |
| 1905 | 8.820     |
| 1939 | 9.067     |
| 1950 | 9.900     |

| Jahr | Einwohner |
| 1961 | 10.993    |
| 1970 | 12.066    |
| 1987 | 11.803    |
| 1997 | 13.126    |
| 2005 | 13.655    |
| 2023 | 13.724    |

## Politik

### Verbandsgemeinderat
- SPD: 5
- Grüne: 3
- FWG: 6
- CDU: 14

Der Verbandsgemeinderat Mendig besteht aus 28 ehrenamtlichen Ratsmitgliedern, die bei der Kommunalwahl am 9. Juni 2024 in einer personalisierten Verhältniswahl gewählt wurden, und dem hauptamtlichen Bürgermeister als Vorsitzendem.
Die Sitzverteilung im Verbandsgemeinderat:
| Wahl | SPD | CDU | GRÜNE | FDP | FWG a | Gesamt   |
| ---- | --- | --- | ----- | --- | ----- | -------- |
| 2024 | 5   | 14  | 3     | –   | 6     | 28 Sitze |
| 2019 | 7   | 14  | 5     | 2   | –     | 28 Sitze |
| 2014 | 9   | 15  | 3     | 1   | –     | 28 Sitze |
| 2009 | 9   | 15  | 2     | 2   | –     | 28 Sitze |
| 2004 | 8   | 17  | 2     | 1   | –     | 28 Sitze |

### Bürgermeister
Bürgermeister der Verbandsgemeinde Mendig ist seit 2002 Jörg Lempertz (CDU). Bei der Direktwahl am 24. September 2017 wurde er mit einem Stimmenanteil von 71,7 % für weitere acht Jahre in seinem Amt bestätigt.